# Cerro Tuzgle
Cerro Tuzgle är ett berg i Argentina.   Det ligger i provinsen Jujuy, i den norra delen av landet, 1 400 km nordväst om huvudstaden Buenos Aires. Toppen på Cerro Tuzgle är 5 500 meter över havet.
Terrängen runt Cerro Tuzgle är huvudsakligen kuperad. Cerro Tuzgle är den högsta punkten i trakten. Trakten runt Cerro Tuzgle är nära nog obefolkad, med mindre än två invånare per kvadratkilometer.. Det finns inga samhällen i närheten. 
Omgivningarna runt Cerro Tuzgle är i huvudsak ett öppet busklandskap.